# Babuszkin
Babuszkin – miasto w Rosji, w Buriacji, 120 km na zachód od Ułan Ude. W 2009 liczyło 4 918 mieszkańców.